# Протеинопласты
Протеинопла́сты — тип пластид — лейкопластов, запасающие белки. Белки запасаются в них в виде кристаллов, кроме того, протеинопласты могут быть точками ферментативной активности, в которую вовлечены содержащиеся в них белки. Хотя все пластиды содержат белки в высоких концентрациях, только в протеинопластах, как было выяснено в 1960-х и 1970-х годах, содержатся крупные белковые включения, видимые как в световой, так и в электронный микроскоп. До сих пор неизвестно, специализируются ли они исключительно на запасании белков, подобно тому как амилопласты запасают крахмал и элайопласты — жиры. 
В 2007 году было замечено, что в предыдущие 25 лет не было проведено никаких исследований по протеинопластам. 
Протеинопласты обнаружены во многих семенах, например, семенах бразильского ореха (Bertholletia excelsa) и арахиса культурного (Arachis hypogaea).